# 고공침투
《고공침투》(영어: Drop Zone)는 미국에서 제작된 존 배덤 감독의 1994년 액션 스릴러 영화이다. 웨슬리 스나이프스 등이 출연하였고, D.J. 커루소 등이 제작에 참여하였다. 미국에서는 1994년 12월 9일 개봉되었다.

## 출연
- 웨슬리 스나이프스
- 게리 뷰시
- 얜시 버틀러
- 마이클 지터
- 카일 시코어
- 코린 네믹
- 맬컴저말 워너
- 그레이스 저브리스키
- 렉스 린
- 샘 헤닝스
- 미키 존스
- 로버트 러사도

## 기타 제작진
- 공동 제작: 더그 클레이번
- 협력 제작: 캐미 크라이어
- 배역: 캐럴 루이스
- 미술: 조 알베스

## 우리말 녹음
SBS 성우진
- 이인성 - 피트 (웨슬리 스나이프스)
- 강희선 - 제시 (얜시 버틀러)
- 최흘
- 김병관
- 한상혁
- 김정호
- 이명숙
- 장광
- 윤기황
- 조경모
- 김준
- 강구한
- 함수정
- 최향윤
- 김순영
- 장호비
- 전인배
- 김영진